# Castillo Sakasai
El Castillo Sakasai  (逆井城, Sakasai -jō) es un castillo japonés sobre una llanura (平城 hirashiro, castillo de planicie),  ubicado  en  la ciudad de  Bandō, en la Prefectura de Ibaraki, Japón. 

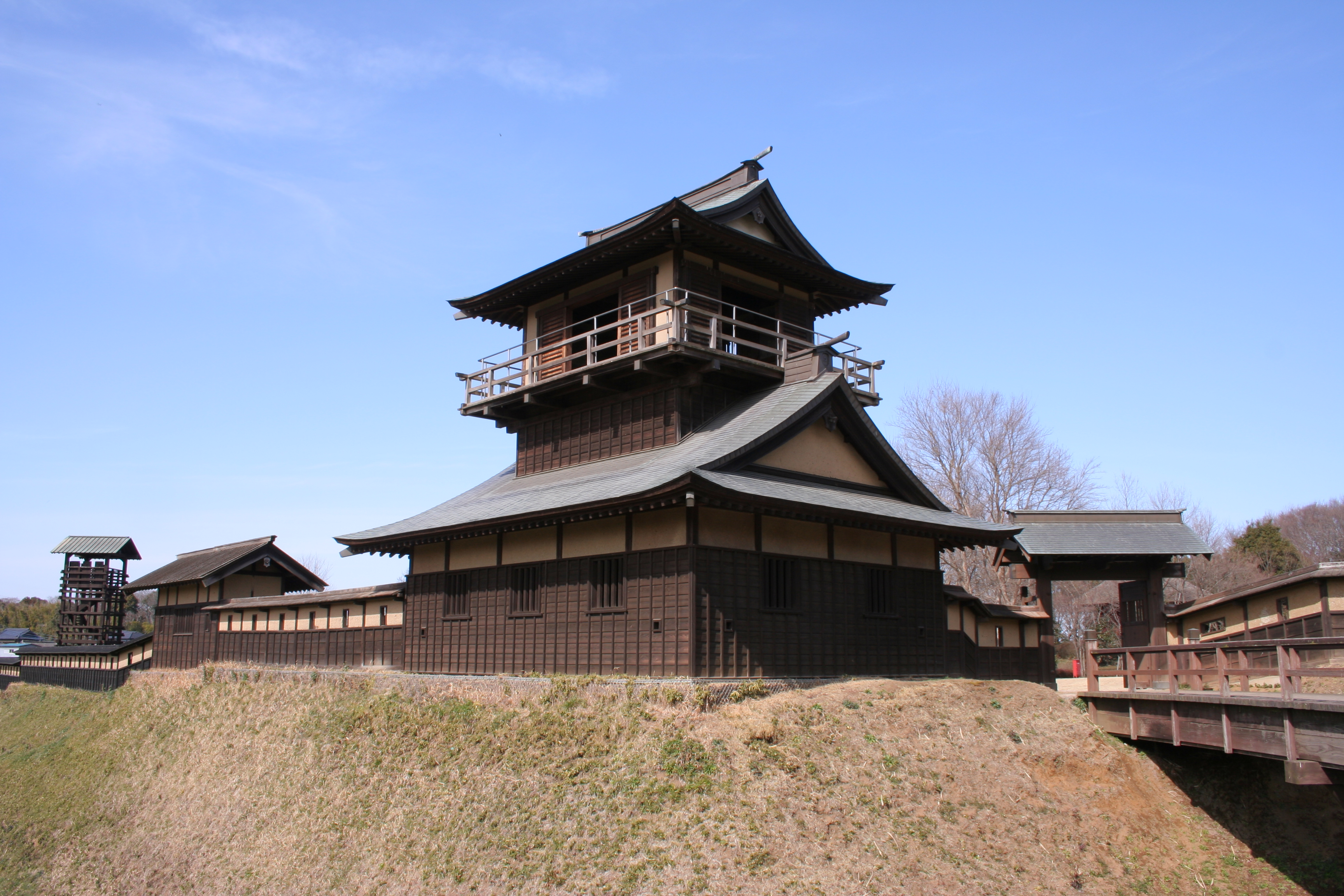

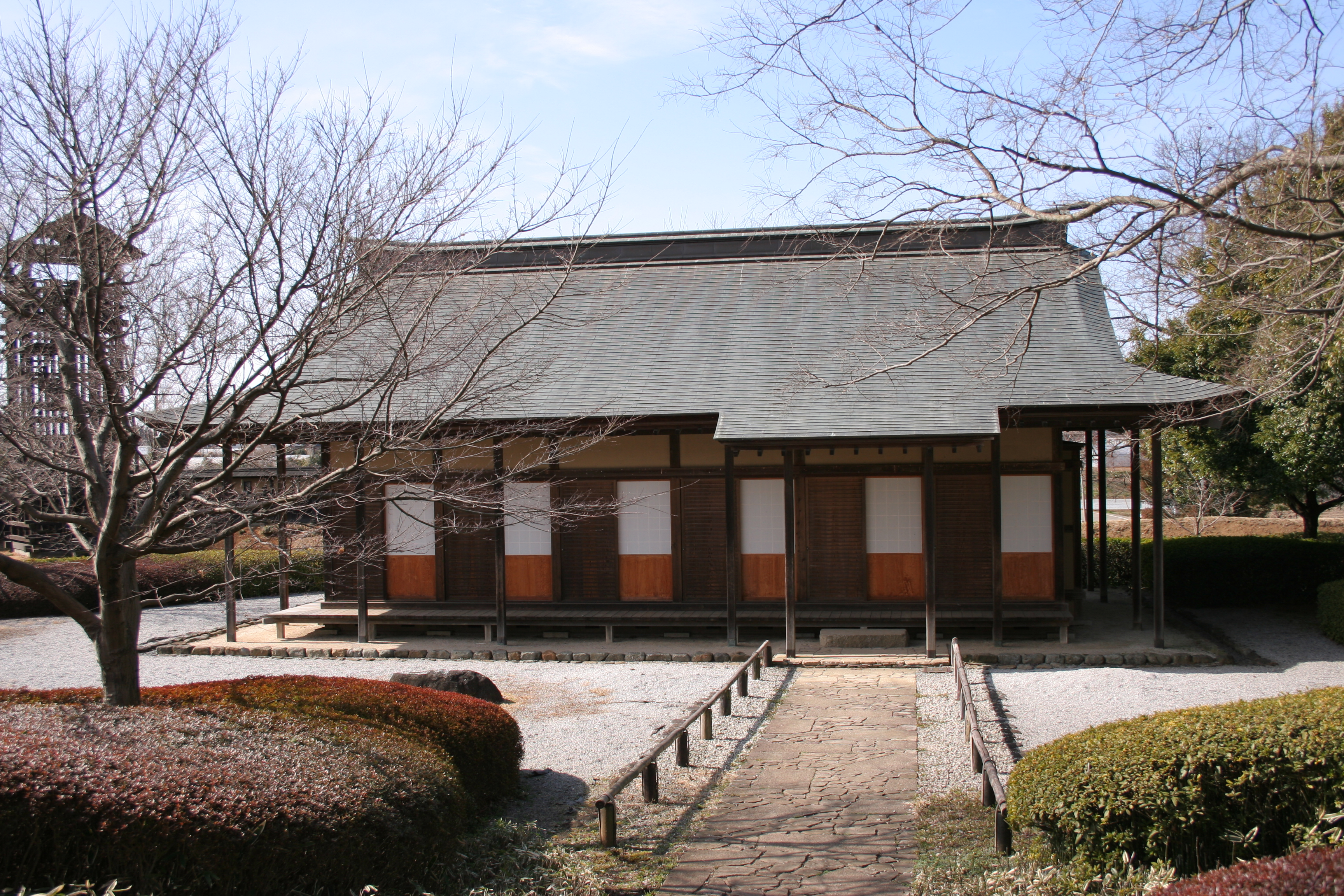

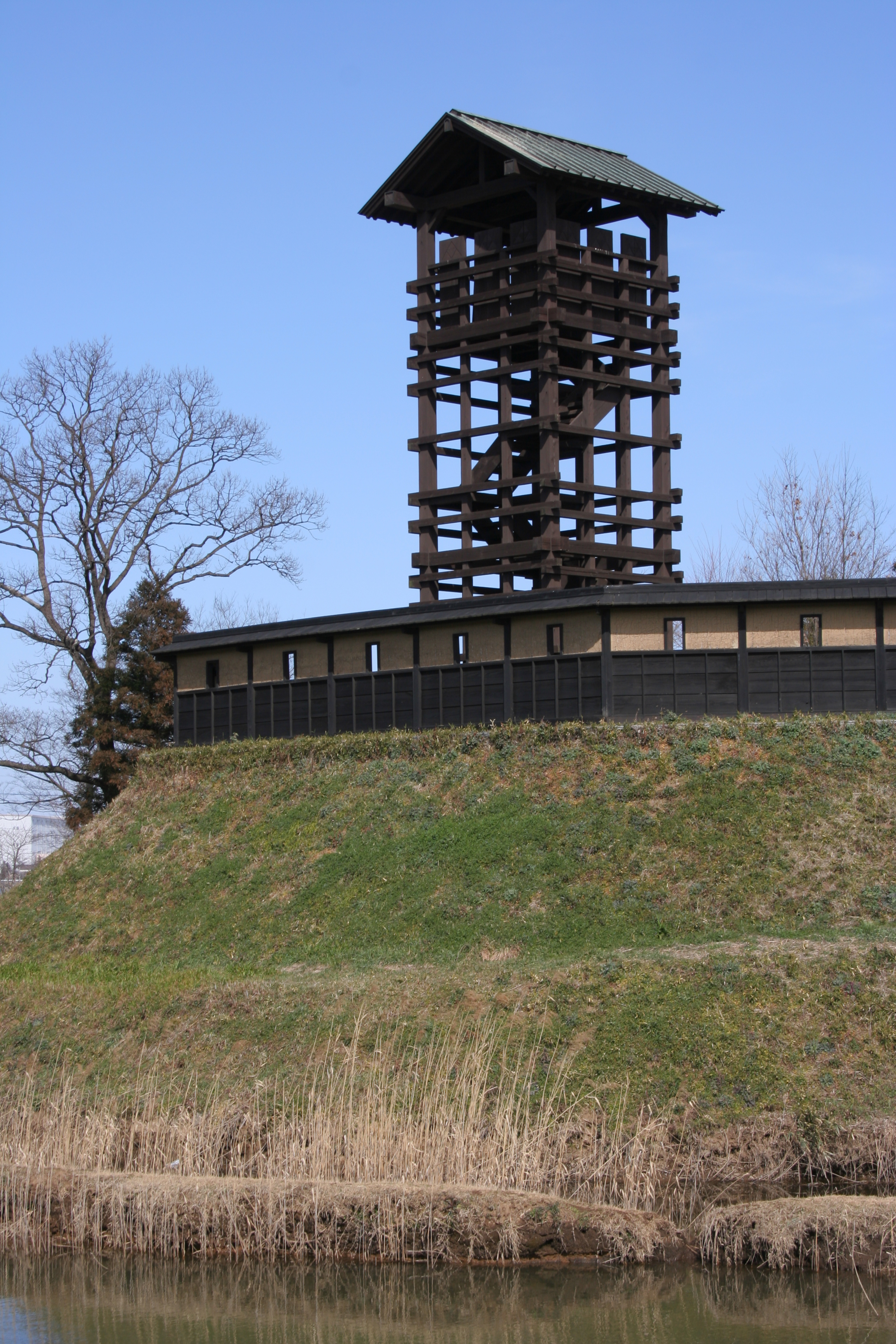

## Ubicación
Castillo Sakasai.
Dirección: 〒306-0501, 1261 Sakasai, Bandō, Ibaraki.
Planos y vistas satelitales: 36°08′31.8″N 139°51′09.9″E / 36.142167, 139.852750

## Historia
Fechas de uso del castillo: 1456 – 1590.
Durante la edad premoderna, la zona se encontró dentro de las fronteras de la Provincia de Shimōsa. 
Se asocia el castillo con el Clan Sakasai y el Clan Go-Hōjō; este último clan también es conocido como Clan Hōjō de Odawara.
Es un castillo finamente reproducido del Período Sengoku, antes de ser abandonado en 1590, este castillo llegó a marcar la frontera oriental del Dominio Hōjō (Clan Go-Hōjō).
Las fortificaciones fueron construidas por el Clan Sakasai en 1456.
En 1536 el castillo fue atacado y cayó en  manos del Clan Go-Hōjō.
El castillo fue renovado en 1577.
El Clan Go-Hōjō fue derrotado por Toyotomi Hideyoshi en el asedio de Odawara y este Castillo Sakasai fue abandonado en ese mismo año de 1590.

### Asalto al Castillo de Sakasai
Durante el asalto al Castillo Sakasai en 1536, fue muerto Sakasai Muneshige, dueño del castillo y su esposa Tomohime decidió suicidarse. Era corriente en esa época, pero no la forma elegida de suicidio por Tomohime: usando una naginata consiguió descolgar sobre sus hombros una campana de bronce que se usaba como instrumento de señales, cargando con la pesada campana se dirigió hacia un foso del castillo, donde se arrojó, ahogándose.

### El castillo hoy en día
En 1982, comenzaron las excavaciones en el sitio.
Una puerta perteneciente al Castillo de Sekiyado fue reubicada en este lugar en 1991.
Todos los edificios, paredes y una torre fueron reconstruidos en 1993. 
Su vista es la de un castillo medieval del periodo de los estados combatientes.

## Clanes en el dominio
Clanes gobernantes del Castillo Sakasai.
- 1456-1536 Clan Sakasai.
- 1536-1590 Clan Go-Hōjō .